# Loose
Loose je v pořadí třetí album kanadské zpěvačky Nelly Furtado, které vyšlo 9. června 2006. Na tomto album Furtado spolupracovala hlavně s Timbalandem, se kterým nazpívala i dvě úspěšné písně Maneater a Promiscuous.
Tato deska je pro Nelly Furtado průlomová, jelikož na něm opustila zvuk, který byl pro ni typický a pustila se do hip hopu a R&B. Album bylo přijato kritikou velmi kladně a Furtado za něj získala řadu ocenění.
V České republice se její album dostalo na druhou příčku albové hitparády IFPI a její singly All Good Things (Come to an End) a Say It Right vedly několik týdnů i český singlový žebříček.

## Seznam písní
1. "Afraid"(featuring Attitude) - 3:35
2. "Maneater" - 4:25
3. "Promiscuous"(featuring Timbaland) - 4:02
4. "Glow" - 4:02
5. "Showtime" - 4:15
6. "No Hay Igual" - 3:36
7. "Te Busqué"(featuring Juanes) - 3:38
8. "Say It Right" - 3:43
9. "Do It" - 3:41
10. "In God's Hands" - 4:13
11. "Wait for You" - 5:11
12. "Somebody to Love" (International bonus track) - 4:56
13. "All Good Things (Come to an End)" - 5:11

### Bonusy
1. "Maneater" (featuring Da Weasel) – 3:32 (Portuguese bonus track)
2. "All Good Things (Come to an End)" (live at Radio Comercial Lisbon) – 3:50 (Portuguese bonus track)
3. "What I Wanted" (Mendez) – 4:37 including "Wait for You" interlude ("Say It Right" CD Single/Japanese bonus track)
4. "Somebody to Love" (Nowels) – 4:56 (International bonus track)
5. "Te Busqué" (Spanish version) (featuring Juanes) - 3:38 (Canadian/U.S./Latin America/Spanish bonus track) 1
6. "All Good Things (Come to an End)" (featuring Zero Assoluto) – 5:11 (Italian bonus track)
7. "All Good Things (Come to an End)" (featuring Di Ferrero) – 5:11 (Brazilian bonus track)
8. "Let My Hair Down" (Gerald Eaton, Brian West) – 3:38 (Ireland/Japan/UK bonus track)
9. "Undercover" (Mendez) – 3:56 ("Maneater" & "Promiscuous" CD singles/Itunes Version of Loose)
10. "Runaway" (Nowels) - 4:14 (International Tour Edition bonus track)

### International Tour Edition
1. "Let My Hair Down" – 3:38
2. "Undercover" – 3:56
3. "Runaway" – 4:16
4. "Te Busque" (Spanish version) – 3:38
5. "No Hay Igual" (remix) (featuring Calle 13) – 3:40
6. "All Good Things (Come to an End)" (remix) (featuring Rea Garvey) – 3:57
7. "Crazy" (live Radio 1 Music session) – 3:25
8. "Maneater" (live from Sprint Music Series) – 3:00
9. "Promiscuous" (live at The Orange Lounge) (featuring Saukrates) – 4:05

### Spanish / Limited Summer edition
1. "Te Busqué" (Spanish version) (featuring Juanes) – 3:38
2. "En las Manos de Dios" ("In God's Hands" Spanish version) – 4:30
3. "Lo Bueno Siempre Tiene un Final" ("All Good Things (Come to an End)" Spanish version) – 4:25
4. "Dar" ("Try" Spanish version) – 4:40
5. "No Hay Igual" (featuring Calle 13) – 3:40 (only in Latin America)

### Mixes and Remixes Limited edition
1. "Maneater" (Glam as You Mix by Guena LG) - 7:21
2. "Promiscuous" (Axwell Remix) - 6:05
3. "All Good Things (Come to an End)" (Dave Aude Radio Mix) - 3:42
4. "Say It Right" (Friscia & Lamboy Electrotribe Club Mix) - 9:52
5. "I'm Like a Bird" (Junior Vasquez Club Anthem Remix) - 10:23
6. "Maneater" (Peter Rauhofer Reconstruction Mix Part 1) - 10:04
7. "Promiscuous" (Ralphi Rosario Radio Mix) - 3:45
8. "All Good Things (Come to an End)" (Kaskade Radio Mix) - 3:31
9. "Say It Right" (Guena LG Club Mix) - 8:27

## Umístění ve světě
| Hitparáda      | Umístění |
| -------------- | -------- |
| Česko          | 2        |
| Austrálie      | 4        |
| Rakousko       | 1        |
| Belgie         | 1        |
| Kanada         | 1        |
| Dánsko         | 4        |
| Nizozemsko     | 2        |
| Evropa         | 1        |
| Francie        | 5        |
| Německo        | 1        |
| Irsko          | 2        |
| Itálie         | 3        |
| Japonsko       | 45       |
| Mexiko         | 14       |
| Nový Zéland    | 1        |
| Norsko         | 4        |
| Portugalsko    | 3        |
| Španělsko      | 12       |
| Švédsko        | 6        |
| Švýcarsko      | 1        |
| Tchaj-wan      | 5        |
| USA            | 1        |
| Velká Británie | 4        |
| Svět           | 1        |

| Prodejnost | Počet      |
| ---------- | ---------- |
| Celkem     | 8,500,000+ |